# Lillian Nuutinen
Lillian Nuutinen (1997) è una giocatrice di football americano finlandese, che gioca come runningback per le Tampere Saints..